# T-27 (tanquete)
O tanquete T-27 foi produzido no início da década de 1930 pela União Soviética. Trata-se do projeto britânico Carden-Loyd, comprados do Reino Unido para produção sob licença em 1930.

## Design
O design inicial do Carden-Loyd não satisfazia totalmente a vontade dos soviéticos, e antes de ser colocado em produção, o T-27 sofreu uma série de modificações. Comparado ao original, possuía um casco maior, um sistema de rodagem das lagartas melhorado e um suporte de armas adaptado para a metralhadora Degtyaryov de 7,62 mm. Várias outras mudanças foram feitas pelo engenheiros-chefe N. Kozyrev e K. Sirken para melhorar o tanquete para o clima e terreno local. O modelo não possuía nenhum dispositivo de comunicação elétrico, com o comando entre veículos sendo feito por bandeiras de sinalização.

## Serviço
Foi aceito em serviço em 13 de Fevereiro de 1931. Foi fabricada por duas fábricas simultaneamente, a Fábrica Nº 232 em Leningrado e pela Fábrica Nº 112 em Nizhny Novgorod.
A utilização principal do T-27, durante seu tempo de serviço foi como um veículo de reconhecimento. Inicialmente, 65 batalhões equipados com ele foram formados pelo Exército Vermelho, com cada um tendo cerca de 50 veículos. Este número foi posteriormente reduzido para 23 por batalhão. Também se experimentou seu transporte por via aérea, suspendendo-os sob as fuselagens de bombardeiros Tupolev TB-3.
O T-27 viu o serviço ativo nas repúblicas soviéticas da Ásia Central durante a década de 1930, onde foram usados em campanhas contra os basmachis. No entanto, ele rapidamente tornou-se obsoleto, devido à introdução de tanques mais avançados, com melhor armamento e blindagem. Era um veículo confiável e de fácil operação, mas se saía mal em terreno pantanoso e na neve, devido ao fato de suas lagartas serem estreitas. Era difícil também encontrar tripulantes, uma vez que seu pequeno tamanho requeria tripulantes de baixa estatura. Até o final da década de 1930 o T-27 foi relegado principalmente para treinamento, com alguns sendo utilizados como tratores de artilharia.
2.157 permaneceu em serviço até janeiro de 1941 e alguns participaram nos estágios iniciais da Grande Guerra Patriótica. O último uso em registrado em combate foi durante a Batalha de Moscou, em dezembro de 1941. Um pequeno número de exemplares capturados foi utilizado pelas forças do Eixo.

## Variantes
Alguns experimentos foram feitos também para equipá-lo com armas mais avançadas, tais como lança-chamas e canhões sem recuo, mas foram infrutíferos. Alguns foram pressurizados e equipados com equipamento especial que lhes permita atravessar rios submersos. Também foi o primeiro veículo soviético sobre lagartas transportados por via aérea (um único tanquete era montado sob a fuselagem do Tupolev TB-3).